# Handley Page Hanley
El Handley Page Hanley fue un torpedero británico de los años 20 del siglo xx. Era un biplano monomotor monoplaza destinado a operar desde los portaaviones de la Marina Real, que no resultó exitoso, siendo construidos sólo tres ejemplares.

## Diseño y desarrollo
A finales de 1920, Handley Page comenzó el diseño de un nuevo torpedero monoplaza que cubriese los requerimientos de la Especificación 3/20 del Ministerio del Aire por un avión embarcado que reemplazara al Sopwith Cuckoo, en competición contra el Blackburn Dart. El diseño resultante, el Type T (más tarde conocido como HP.19) y bautizado Hanley, era un biplano monomotor de construcción en madera. Como el Dart, estaba propulsado por un motor Napier Lion y llevaba un solo tripulante. Poseía alas plegables de tres vanos, que estaban equipadas con slots de borde de ataque en toda la envergadura, tanto en las alas superiores como en las inferiores, para mejorar el manejo a baja velocidad.
Se encargaron tres prototipos, volando el primero (matriculado N143) el 3 de enero de 1922. Las pruebas iniciales revelaron que las prestaciones eran decepcionantes en el manejo a baja velocidad, y que la visibilidad desde la cabina también era pobre. Tras resultar dañado en un accidente al aterrizar, el primer prototipo fue reconstruido con nuevas puntas alares, un ala revisada de dos vanos y con cables de control para los elevadores embutidos en el fuselaje trasero para reducir la resistencia, volando en diciembre de 1922 como Hanley Mark II. Estos cambios mejoraron las prestaciones, pero el manejo todavía era pobre. Por ello, el tercer prototipo fue equipado con slots revisados, así como con los cambios de reducción de la resistencia probados en el Hanley Mark II, siendo redesignado el avión como Hanley Mark III, mostrando un manejo considerablemente mejorado.
Por la época en que el Hanley Mark III estuvo disponible para realizar las pruebas, el Dart, que fue desarrollado desde el anterior Swift de Blackburn, ya había sido puesto en servicio.

## Variantes
Type T Hanley
Prototipo de torpedero, uno construido.
Hanley Mark II
El prototipo Hanley modificado.
Hanley Mark III
Prototipo con mejoras aerodinámicas, uno construido.

## Operadores
Reino Unido
- Marina Real

## Especificaciones (Hanley III)
Referencia datos: Handley Page Aircraft since 1907

### Características generales
- Tripulación: Uno (piloto)
- Longitud: 10,2 m (33,3 ft)
- Envergadura: 14 m (46 ft)
- Altura: 4,3 m (14,2 ft)
- Superficie alar: 52,2 m² (561,9 ft²)
- Peso vacío: 1651 kg (3638,8 lb) (Hanley I[6])
- Peso cargado: 2923 kg (6442,3 lb)
- Planta motriz: 1× motor lineal W12 refrigerado por agua Napier Lion IIB.
  - Potencia: 340 kW (469 HP; 462 CV)
- Hélices: Bipala de madera de paso fijo

### Rendimiento
- Velocidad máxima operativa (Vno): 187 km/h (116 MPH; 101 kt)
- Velocidad de entrada en pérdida (Vs): 89 km/h (55 MPH; 48 kt)
- Techo de vuelo: 4600 m (15 092 ft)
- Carga alar: 56 kg/m² (11,5 lb/ft²)
- Potencia/peso: 0,115 kW/kg (0,070 hp/lb)

### Armamento
- Otros: 

  - 1 torpedo de 457 mm

## Aeronaves relacionadas

### Desarrollos relacionados
- Handley Page Hendon

### Aeronaves similares
- Blackburn Dart

### Secuencias de designación
- Secuencia Alfabética (interna de Handley Page): ← Type P - Type R - Type S - Type T - Type Ta - Type V - Type W →
- Secuencia HP._ (interna de Handley Page): ← HP.16 - HP.17 - HP.18 - HP.19 - HP.20 - HP.21 - HP.22 →